# Johan Dahlin
Johan Dahlin (født 8. september 1986 i Trollhättan) er en svensk fodboldspiller, der spiller som målmand for Malmö FF.

## Karriere
I januar 2015 skiftede Dahlin til FC Midtjylland.
Han skiftede den 27. juni 2017 til den svenske klub Malmö FF.